# Zasada holograficzna
Zasada holograficzna – hipoteza opracowana przez Gerardusa ’t Hoofta i Leonarda Susskinda, która w swojej „silnej wersji” mówi, iż opis każdego trójwymiarowego ciała lub rejonu przestrzeni zawarty jest na dwuwymiarowej powierzchni otaczającej to ciało. W bardziej spekulatywnej, „słabej wersji” mówi ona, iż cały Wszechświat może być postrzegany jako dwuwymiarowa struktura informacyjna „namalowana” na horyzoncie kosmologicznym. Zasada holograficzna może zostać użyta do wyjaśnienia paradoksu informacyjnego czarnych dziur w kontekście teorii strun.

## Tło historyczne
Początkowo sądzono, że czarne dziury są obiektami o zerowej entropii, co wynikało z metryki Schwarzschilda będącej rozwiązaniem równania Einsteina – dla każdej niewirującej i nienaładowanej czarnej dziury o masie M istnieje tylko jedno rozwiązanie równania, według klasycznej interpretacji po powstaniu czarnej dziury tracona jest cała informacja o składowych cząstkach czarnej dziury, z wyjątkiem informacji o jej masie. John Archibald Wheeler, który ukuł termin „czarna dziura” w 1969 określił tę sytuację sloganem „czarne dziury nie mają włosów”, oznaczającym, że wszystkie czarne dziury wyglądają dokładnie tak samo.
Z taką interpretacją nie zgadzał się Ja’akow Bekenstein, który zaproponował następujący eksperyment myślowy – jeżeli do czarnej dziury wrzucimy jakąkolwiek materię o niezerowej entropii, to ogólna entropia całego Wszechświata się zmniejszy, ponieważ entropia materii „zniknie” w czarnej dziurze pogwałcając przy tym drugą zasadę termodynamiki mówiącą, że w zamkniętym układzie w dowolnym procesie entropia nigdy nie maleje. Bekenstein twierdził nie tylko, że czarna dziura ma entropię, uważał także, że czarne dziury są obiektami o maksymalnej możliwej jej wartości. Wykorzystując zasadę nieoznaczoności Bekensteinowi udało się pokazać, że entropia czarnej dziury jest proporcjonalna do powierzchni horyzontu zdarzeń, a także, że w przypadku zwiększenia się entropii czarnej dziury o jeden bit informacji, pole powierzchni horyzontu zdarzeń zwiększa się o mniej więcej jedną długość Plancka do kwadratu.
Wartość wyliczona przez Bekensteina była jedynie przybliżeniem, a sam koncept entropii czarnej dziury wywołał wiele kontrowersji w świecie fizyki. Najważniejszą konsekwencją przyjęcia, że czarne dziury mają entropię byłby fakt, że nie są one tak „czarne” jak dotychczas sądzono, mają temperaturę wyższą niż zero absolutne i jak wszystkie ciała gorące muszą emitować energię. Jednym z fizyków, którzy uważali, że Bekenstein się myli był Stephen Hawking, który postanowił to matematycznie udowodnić. Ku własnemu zdziwieniu Hawking nie tylko potwierdził, że czarne dziury mają temperaturę, ale także dokładnie ustalił wielkość entropii czarnej dziury jako wynoszącą jedną czwartą pola powierzchni horyzontu zdarzeń, wyrażoną w jednostkach Plancka, pomnożonego przez stałą Boltzmanna oraz dokładnie opisał rodzaj promieniowania emitowanego przez czarne dziury, które znane jest jako promieniowanie Hawkinga. Promieniowanie Hawkinga powstaje tuż ponad horyzontem zdarzeń i jego istnienie nie zaprzecza w żaden sposób regule, że nic nie może się wydostać z czarnej dziury, ale jego odkrycie spowodowało kolejną rewolucję w fizyce. Ponieważ czarna dziura promieniuje energię, traci ona przez to masę i po upływie odpowiednio długiego czasu izolowana czarna dziura wypromieniuje całą swoją energię i zniknie.
Według Hawkinga czarne dziury naruszały w ten sposób zasadę mikroodwracalności, która obowiązuje zarówno w mechanice klasycznej, jak i kwantowej. Jak powiedział sam Hawking parafrazując znane powiedzenie Alberta Einsteina – „Einstein się mylił mówiąc, że Bóg nie gra w kości. Biorąc pod uwagę czarne dziury, to nie tylko gra w kości, ale czasami gmatwa wszystko, rzucając je tam, gdzie ich nie można zobaczyć”. Odrzucając odwracalność procesów kwantowych w przypadku czarnych dziur, Hawking zakwestionował użycie odwrotnej macierzy S do opisu zdarzeń mających miejsce przy pochłanianiu materii przez czarną dziurę, wprowadzając na to miejsce nieodwracalną „not-S-matrix”, znaną także jako „dollar matrix” lub „$-matrix”.
Z takim punktem widzenia nie zgadzali się między innymi Susskind i 't Hooft, którzy pracując niezależnie pokazali, że utracie informacji w czarnej dziurze towarzyszyłoby gwałtowne wygenerowanie ogromnej energii. Zdaniem 't Hoofta, gdyby Hawking miał rację, to średnia temperatura całego Wszechświata podniosłaby się w ułamku sekundy do 1032 K.

## Zasada holograficzna
Równania dotyczące promieniowania Hawkinga wskazywały na to, że promieniowanie emitowane przez czarną dziurę nie jest w żaden sposób powiązane informacyjnie z materią absorbowaną przez czarną dziurę. Po dokładnej analizie 't Hooft odkrył, że w określonych warunkach „nadchodzące” cząstki mogą jednak wpływać na emitowane promieniowanie. Pole grawitacyjne wciąganych cząstek deformuje lokalnie horyzont zdarzeń, a zdeformowany horyzont emituje inne cząstki niż niezdeformowany. 't Hooft nie był w stanie do końca matematycznie opisać całego procesu, był jednak przekonany, że jest to możliwe przy użyciu matematyki teorii strun. W 1995 Susskind zaprezentował spójną nową wersję M-teorii, potwierdzającą wyliczenia 't Hoofta, a dwa lata później Juan Martín Maldacena opisał zasadę holograficzną 3+1 wymiarowych obiektów w ramach teorii superstrun typ IIB.
Zasada holograficzna rozwiązuje także inny paradoks związany z czarnymi dziurami, który może być opisany poniższym eksperymentem myślowym. Paradoks polega na pozornej sprzeczności pomiędzy relacjami zdarzeń opisywanych przez odległego od czarnej dziury obserwatora A, który ogląda zbliżanie się drugiego obserwatora (B) do horyzontu zdarzeń, a doświadczeniem obserwatora B. Zgodnie z zasadą równoważności Einsteina zbliżający się do horyzontu zdarzeń supermasywnej czarnej dziury obserwator B nie zauważa momentu przekroczenia tej granicy. Dla niego horyzont zdarzeń nie stanowi realnej rzeczywistości – spadając do wnętrza czarnej dziury ze stałym przyspieszeniem nie zauważa żadnych specjalnych efektów tego zdarzenia, aż do znacznie późniejszego dotarcia do centralnej osobliwości. Z drugiej strony, z punktu widzenia obserwatora A, zbliżający się do horyzontu zdarzeń obserwator B gwałtownie hamuje – jego ruchy stają się coraz wolniejsze, nie dociera on nigdy do samego horyzontu zdarzeń, a „roztarta” zeń na „kwantową zupę” materia rozlewa się po „membranie” pokrywającej horyzont zdarzeń. Materia ta wypromieniowana jest następnie z czarnej dziury w formie promieniowania Hawkinga. Według zasady holograficznej nie ma żadnej fizycznej przeszkody w postaci horyzontu zdarzeń, czy pokrywającej go membrany (ang. stretched horizon); stanowią one jedynie „holograficzne” projekcje.

## Potwierdzenie eksperymentalne
Jedną z konsekwencji założeń zasady holograficznej jest „ziarnistość” czasoprzestrzeni – jeżeli bity opisujące rzeczywistość mają rozmiar jednej długości Plancka (1,6×10−35 m), to „ziarna czasoprzestrzeni” są znacznie większe i mają rozmiar około 10−16 m. Jeżeli są one rzeczywiście tak duże, to ich wielkość jest dostępna dla współczesnych instrumentów badawczych i ich fluktuacje manifestowałyby się jako „szum holograficzny” możliwy do zarejestrowania w detektorach fal grawitacyjnych. W jednym z tych detektorów, GEO600, wykryto szum o częstotliwości 300–1500 Hz, którego pochodzenie nie jest jeszcze wyjaśnione, właściwości tego szumu są jednak dokładnie takie, jak przewiduje teoria. Inny, późniejszy eksperyment Europejskiej Agencji Kosmicznej w „Integral gamma-ray observatory”, opisany w artykule z roku 2011, wykazał jednak dla odległości większych od 10−48 m brak „ziarnistości” przewidywanej wcześniej na odległość Plancka. Wywnioskowano z powyższego eksperymentu, że o ile istnieje ziarnistość czasoprzestrzeni, to musi ona występować na znacznie mniejszych odległościach, niż wcześniej przewidywano (10−48 m lub mniej), i dotychczasowe teorie muszą zostać zrewidowane.